# Paseo Acoxpa
Paseo Acoxpa es un centro comercial de 56 000 m² abierto en 2010 en la colonia Vergel del Sur. del. Tlalpan, Ciudad de México. Está ubicado sobre la Calzada de Acoxpa al este de la Calzada de Tlalpan. Fue desarrollado por el Grupo Arquitech, con una inversión de 100 millones de dólares Grandes tiendas en el complejo son entre otras: Best Buy, El Grupo Palacio de Hierro que está presente en su formato Boutique Palacio y Casa Palacio, Play City, Cinépolis, Nike, Martí, y California Pizza Kitchen. así como  sushi itto.